# École de Beuron
L'École de Beuron (également appelée École d'art de Beuron) est la dénomination d'un groupe d'artistes qui débute dans les années 1860 à l'abbaye de Beuron, dans la haute vallée du Danube, et a pour but de renouveler l'art sacré catholique dans l'esprit de l'Antiquité chrétienne. En réaction à l'académisme alors dominant, et aux procédés industriels de reproduction d'imagerie religieuse, les artistes de ce groupe s'inspirent de l'art égyptien, paléochrétien, byzantin et roman ainsi que des idées du mouvement nazaréen.

## Naissance et développement

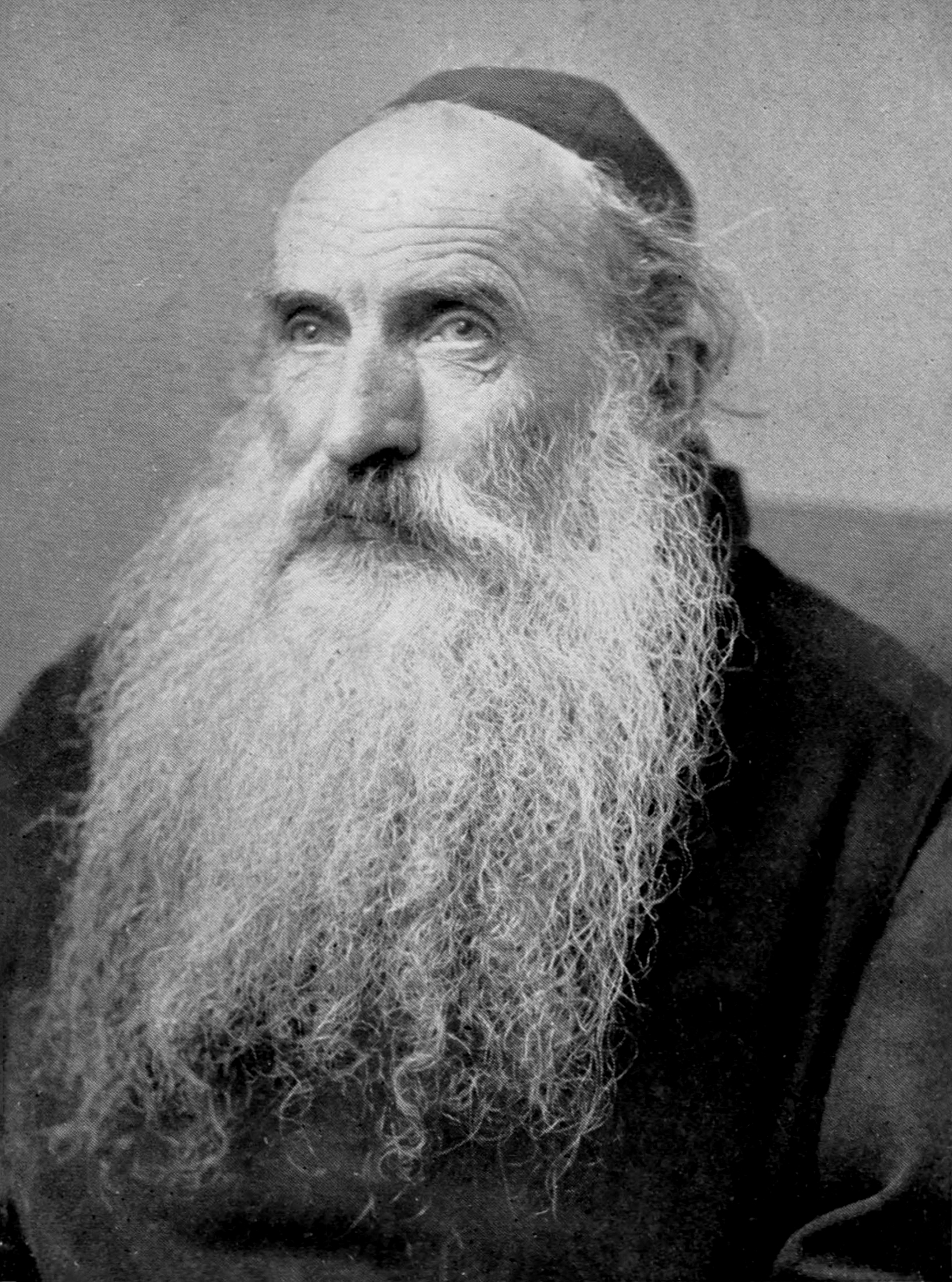
Desiderius (Peter Lenz), 1905.

L’École de Beuron (en allemand Beuronerschule) apparaît vers 1865 dans l'abbaye bénédictine éponyme de la province de Hohenzollern, autour de Peter Lenz, ancien élève de l’Académie d’art de Munich, Dom Desiderius de son nom de religion. Il est influencé par les idées de John Ruskin, des préraphaëlites anglais, de Johann Friedrich Overbeck et du mouvement nazaréen allemand. S'agrègent à lui Jacob Wüger (Dom Gabriel) et Fridolin Steiner (Dom Lukas). 

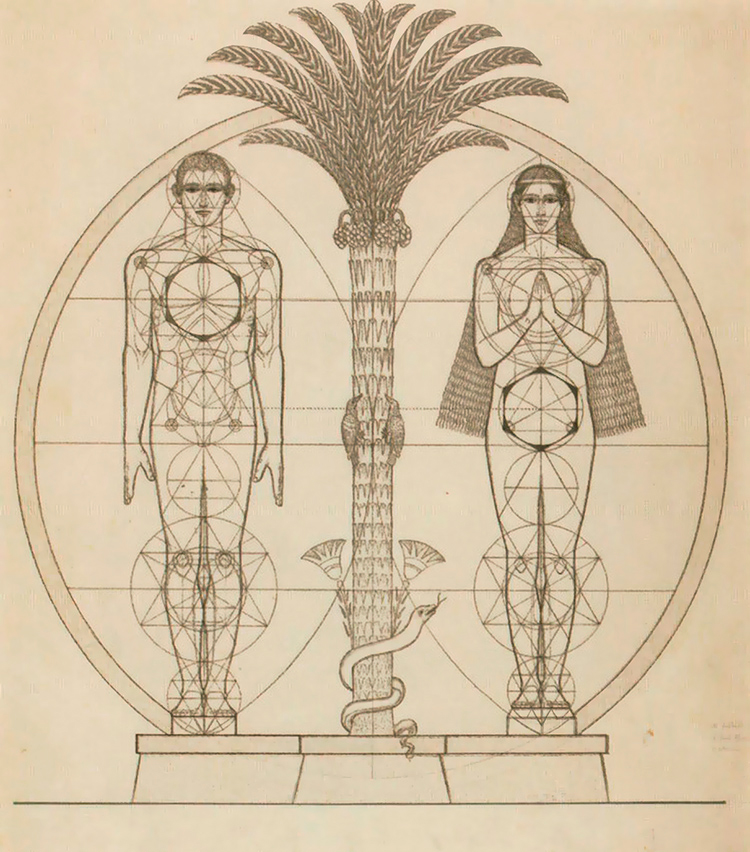
Dessin d'Adam et Ève, Canon corporel de l'École d'art de Beuron

Lenz reçoit commande en 1868 d'une chapelle dédiée à Saint Maur près de Beuron de la princesse Catherine de Hohenzollern-Sigmaringen, édifice qui représente le manifeste artistique du mouvement naissant. Une autre réalisation majeure est la chapelle Notre-Dame de Grâce de Beuron, décorée par Paulus Krebs, ainsi que les décors peints de l'abbaye du Mont-Cassin par Notker Becker. Plus tard, le Nabis Jan Verkade s'agrège à l'école après avoir rencontré Dom Lenz à Prague, où celui-ci décore l'église Saint-Gabriel. Il devient lui-même moine à Beuron sous le nom de religion de Dom Willibrord. Avec Charles-Louis Gresnicht, (Dom Aldebert), une émanation de l'École de Beuron exerce à partir de 1890 dans l'abbaye belge de Maredsous, dont l'abbé fondateur, Hildebrand de Hemptinne, a commencé sa vie religieuse à Beuron. 
L'informalité relative de l'École de Beuron, qui n'est pas un lieu d'enseignement, mais un foyer de création artistique, permet à des artistes de le fréquenter et de s'en inspirer sans en être formellement membre, à l'instant du Rédemptoriste Max Schmalzl, ou de Joseph Asal. 

## Principes

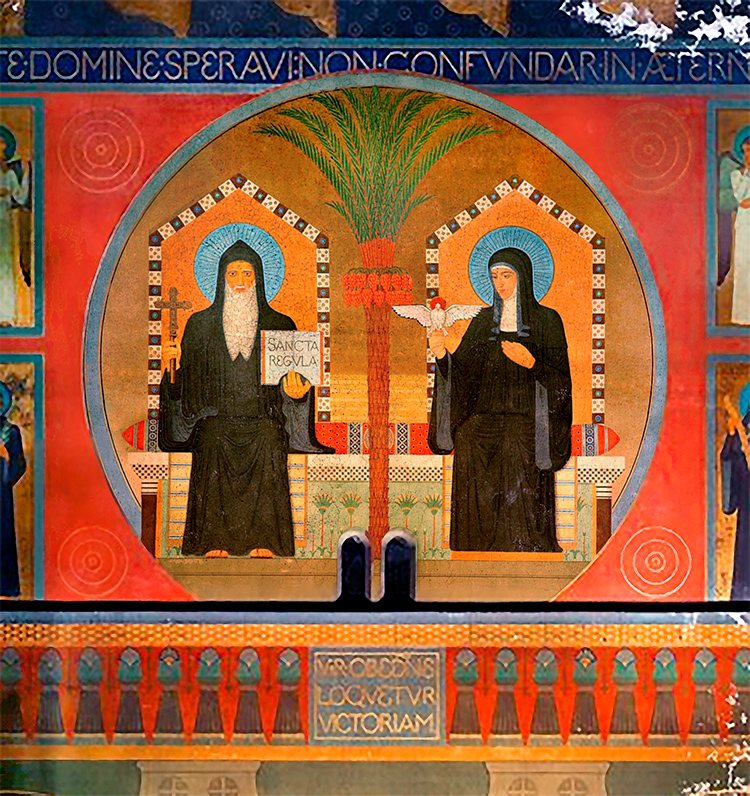
Saint Benoît et sainte Scholastique, peinture murale de l'église abbatiale Saint-Gabriel, Prague.

Les peintres de l'École de Beuron ont pour projet de libérer l'art sacré de l'emprise du naturalisme, et le rendre majestueux, solennel, hiératique, apte à ne servir que Dieu, sur le modèle de l'art antique (égyptien, assyrien, paléo-chrétien) et de l'art roman. Ils considèrent comme erronés au point de vue d'une théologie artistique les développements de l'art gothique allant vers une plus grande expressivité. Peter Lenz et ses disciples sont attachés à la recherche de formes géométriques et de proportions reflétant l’ordre de la Création voulu par Dieu. Les bénédictins artistes, et ceux qui ont fait profession religieuse dans d'autres ordres, travaillent en équipe et dans l'anonymat. L'art de Beuron est un art d'Église officiel, autorisé par les autorités ecclésiastiques, en particulier l'Abbé de Beuron, Dom Maurus Wolter, qui arbitre les conflits en tant que garant des orientations de l'école.

## Rayonnement et postérité

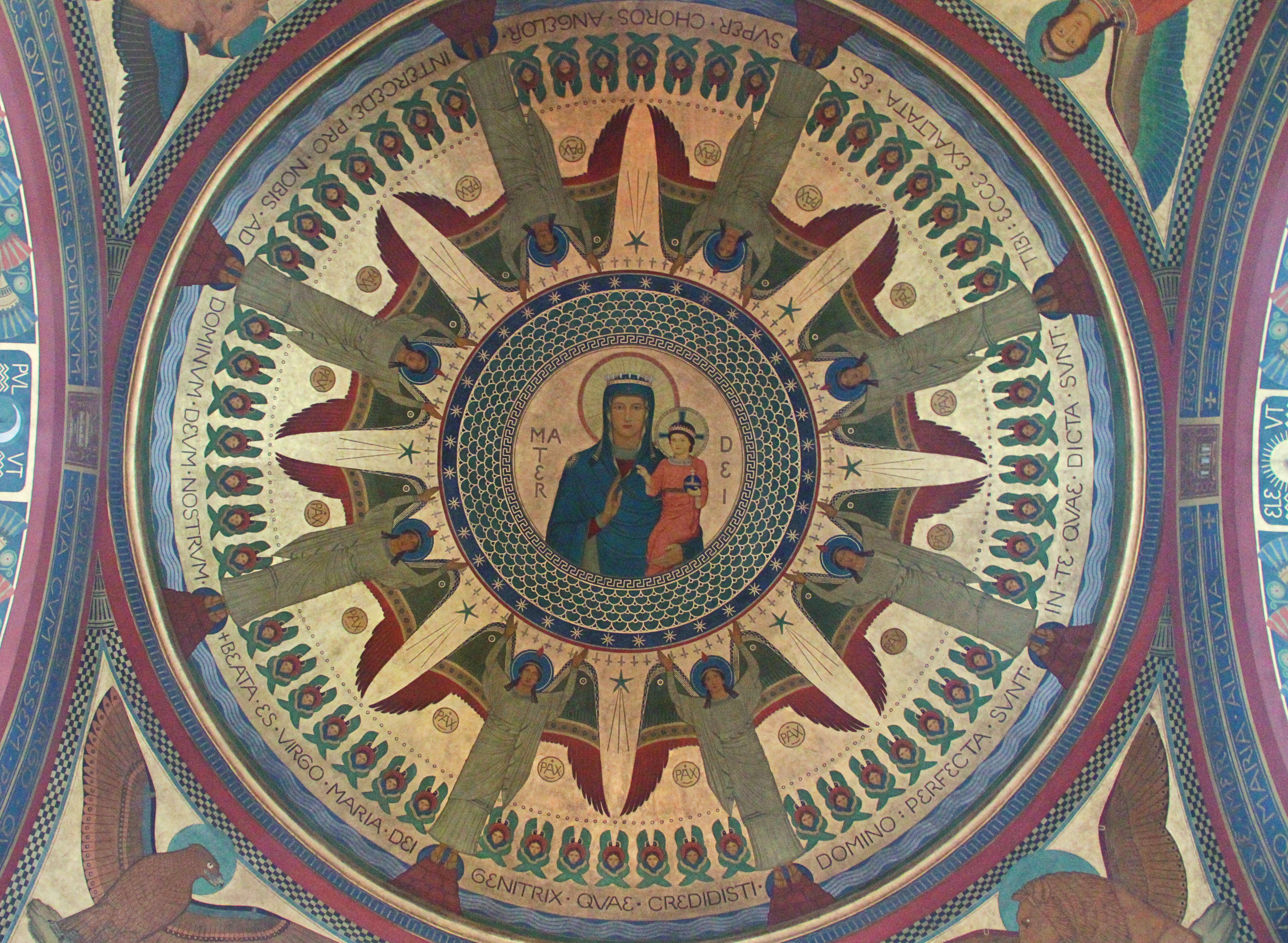
Chapelle Notre-Dame de Grâce, Beuron

La renommée de l’École de Beuron croît rapidement à la fin du XIXe siècle et au début du XXe siècle, au point que les avant-gardistes de la Sécession viennoise invitent ses représentants à leur exposition en 1905. On peut discerner une influence nette de la recherche géométrique beuronienne chez Gustav Klimt, lecteur du livre de Dom Lenz, ainsi que chez Alfons Mucha, qui connaît les peintures réalisées par les moines-artistes dans deux abbayes de Prague.

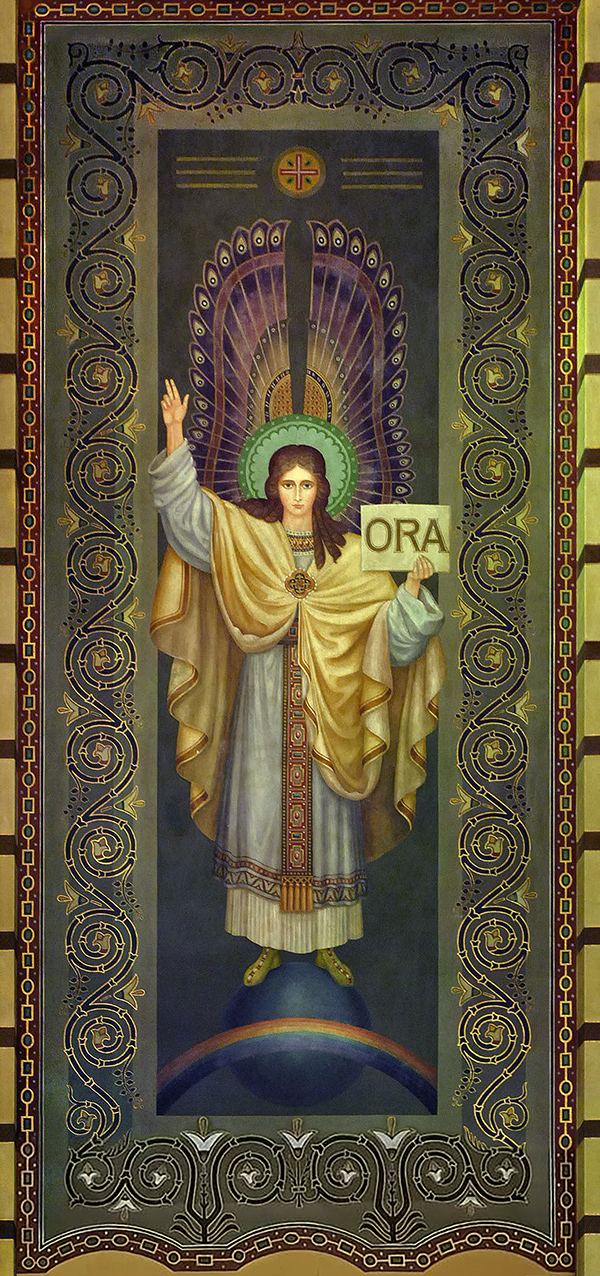
Ora (et Labora) Peinture murale d'ange dans l'abbaye Saint-Benoît de São Paulo

En 1904, Maurice Denis préface l'ouvrage de Dom Desiderius Lenz, L’Esthétique de Beuron, traduit en français par Paul Sérusier. Denis y loue « ces œuvres d’un intérêt neuf, et (...) l’idée d’un effort collectif », soulignant « le caractère monumental et profondément religieux » de ces productions en dépit du jugement sévère porté à leur encontre par Joris-Karl Huysmans dans La Cathédrale. La même année, Denis peint en hommage Lenz, Verkade, et Gresnicht dans une conversation entre artistes, lors d'une visite qu'il effectue à Beuron avec Sérusier.
L'art beuronien s'exporte grâce au réseau bénédictin. Ainsi Dom Gresnicht décore dans ce style l'église abbatiale de l'abbaye Saint-Benoît de São Paulo, l'église Saint-Anselme à New York (qui est une copie miniature de la basilique Sainte-Sophie), et même, sur demande du délégué apostolique Celso Costantini, l'université catholique Fu-Jen de Pékin et le séminaire du Saint-Esprit de Hong-Kong, appliquant les principes de Beuron à l'art chinois. Des moines américains de l'Abbaye de Conception, en particulier Lukas Etlin, Hildebrand Roseler et Ildephonse Kuhn, se forment à Beuron et peignent ensuite dans le style beuronien aux États-Unis. Le style beuronien est aussi adapté à la liturgie byzantine lorsque Gottfried Schiller et Julius Ostermaier peignent les fresques d'une église gréco-catholique à Bucarest en 1911.

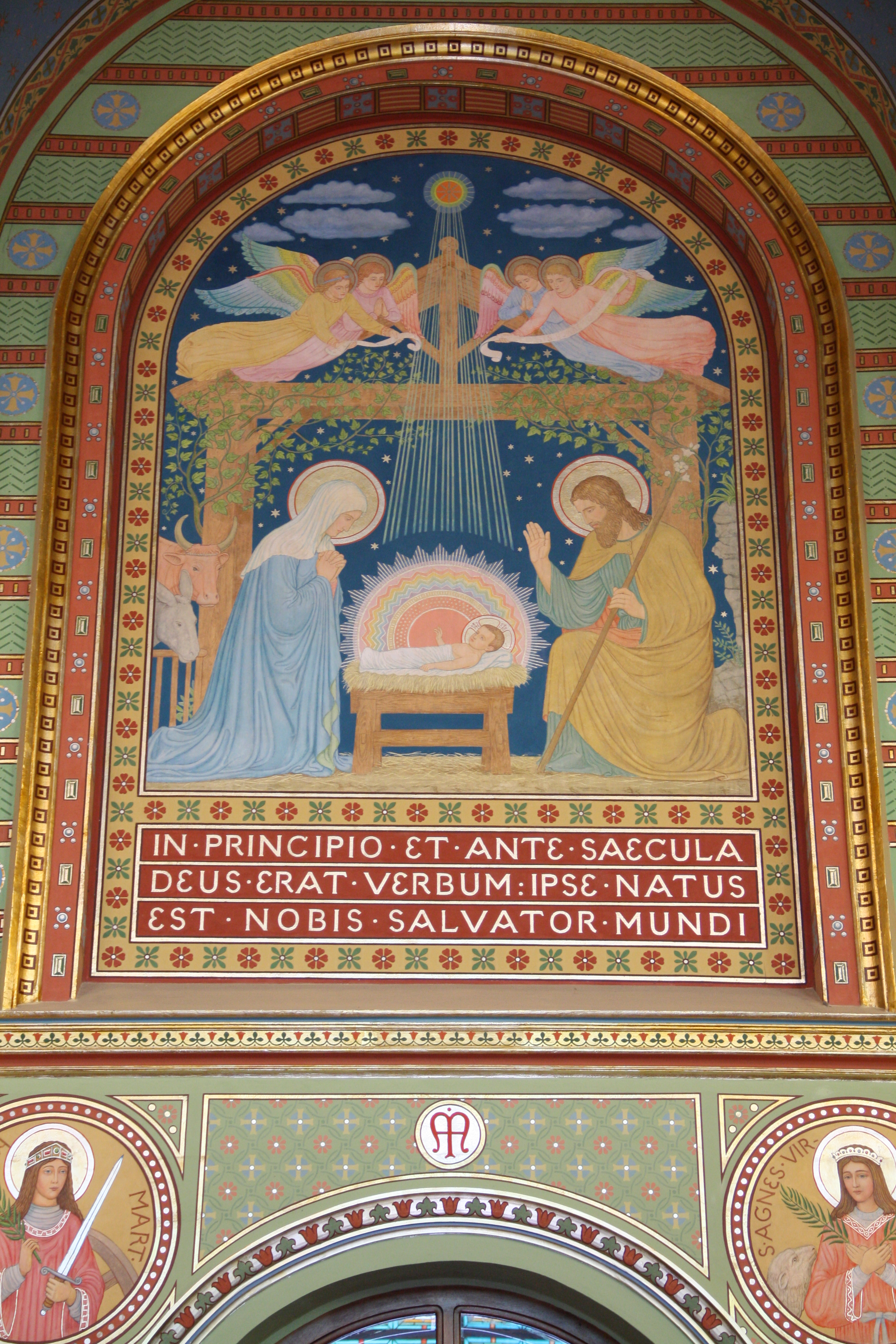
Peinture murale de l’église de la Sainte Famille (Řepy), Tchéquie.

École essentiellement monastique, n'ayant pas su se transformer et évoluer, critiquée pour l'aspect hiératique et figé de ses productions, ainsi que pour le manque de liberté créatrice de ses membres par rapport aux canons, le mouvement né à Beuron s'étiole après la première Guerre Mondiale. Malgré son absence de postérité immédiate, il a fortement influencé le mouvement liturgique dans l'Église catholique, et dans la sphère profane, le Jugendstil autrichien et le symbolisme français. Même des artistes ne partageant pas entièrement l'idéal beuronien correspondent avec Verkade et accordent de l'intérêt aux productions de l'école, à l'instar d'Henri Rapin et d'Alexej von Jawlensky.
La dernière oeuvre au caractère proprement beuronien est une fresque de Karl Caspar peinte en 1920 sur la maison Schäfer, en face de l'abbaye de Beuron. L'abbaye de Beuron elle-même est reconstruite dans le style baroque après les destructions de la seconde Guerre Mondiale qui causent la perte d'une grande partie de son décor peint. Les moines de Maredsous recouvrent quant à eux le décor peint d'une peinture uniforme en 1957. En 2006, la cathédrale Saint-Basile de Bucarest est également entièrement redécorée. Ces décisions témoignent du relatif mépris dans lequel est tenu le style beuronien à partir du milieu du XXe siècle, malgré un regain d'intérêt débutant dans les années 1990. 

## Lieux au décor beuronien
- Crypte du Mont-CassinChapelle Saint-Maur, Beuron

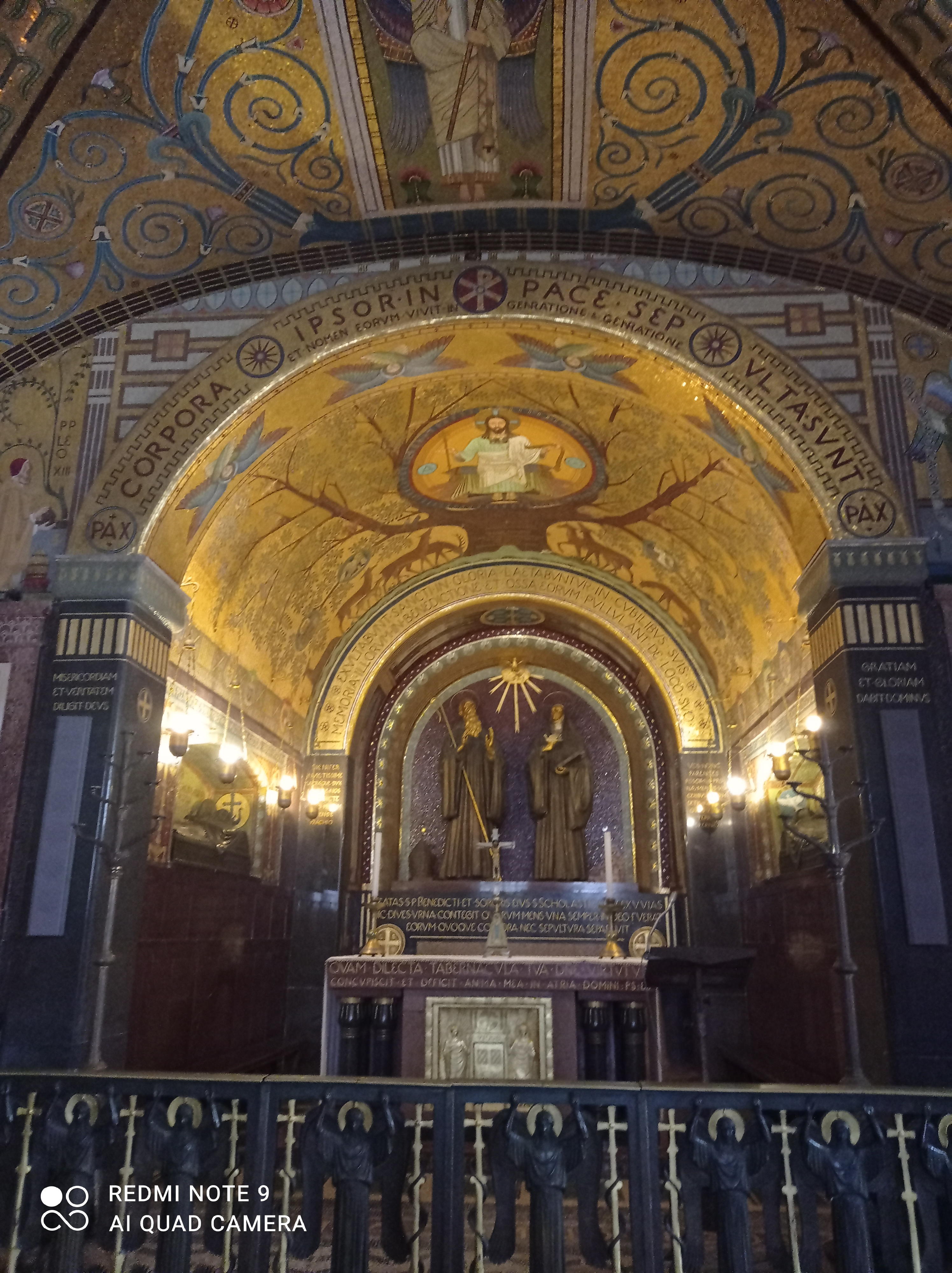
Crypte du Mont-Cassin

- Chapelle Notre-Dame de Grâce de l'Abbaye de Beuron
- Abbaye Sainte-Hildegarde à Eibingen
- Abbaye de Maria Laach
- Église Saint-Joseph de Berlin-Wedding
- Chapelle Saint-Conrad de la cathédrale de Constance
- Église Saint-Barthélémy, Oppenheim
- Église du Sacré-Cœur , Messkirch
- Église Notre-Dame du Rosaire, Radibor
- Abbaye du Mont-Cassin
- Abbaye d'Emmaüs de Prague
- Abbaye Saint-Gabriel de PragueTête dessinée à partir d'un hexagramme, par Desiderius Lenz.

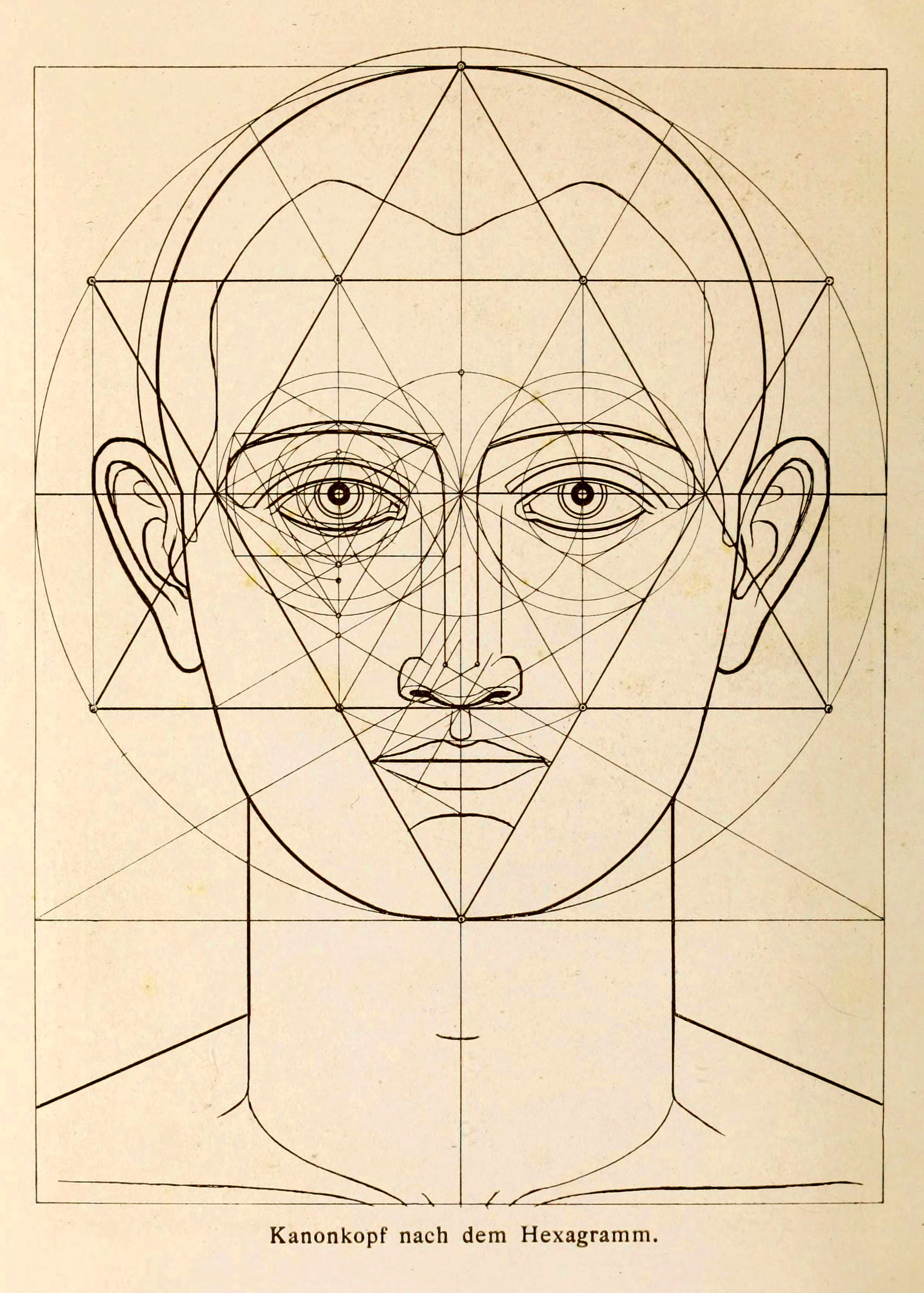
Tête dessinée à partir d'un hexagramme, par Desiderius Lenz.

- Chapelle du collège Saint-Charles Borromée, Teplice
- Église Sainte-Anne, Žižkov
- Église Saint-Jean-Népomucène, České Budějovice
- Église Notre-Dame du Rosaire, České Budějovice
- Église de la Sainte-Famille, Řepy
- Église du Sacré-Cœur, Hodslavice
- Église Saint-Michel, Burgenland
- Abbaye de Seckau
- Église abbatiale de Maredsous
- Cathédrale Saint-Basile-le-Grand de Bucarest
- Abbaye de Conception
- Église Saint-Anselme de New-York
- Église allemande Sainte-Marie, McKeesport
- Abbaye Saint-Benoît de São Paulo
- Séminaire du Saint-Esprit, Hong-Kong

## Galerie d'images

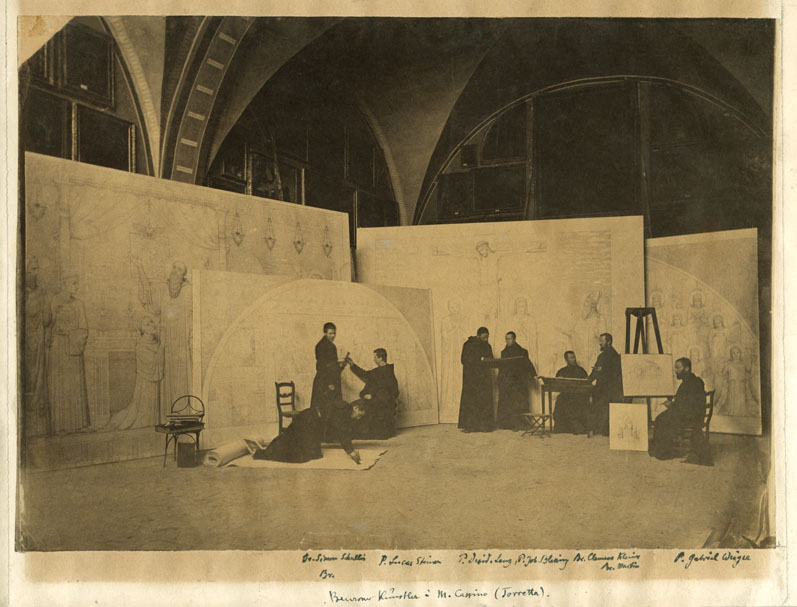
Peintres de l'École de Beuron en plein travail au Mont-Cassin en 1878
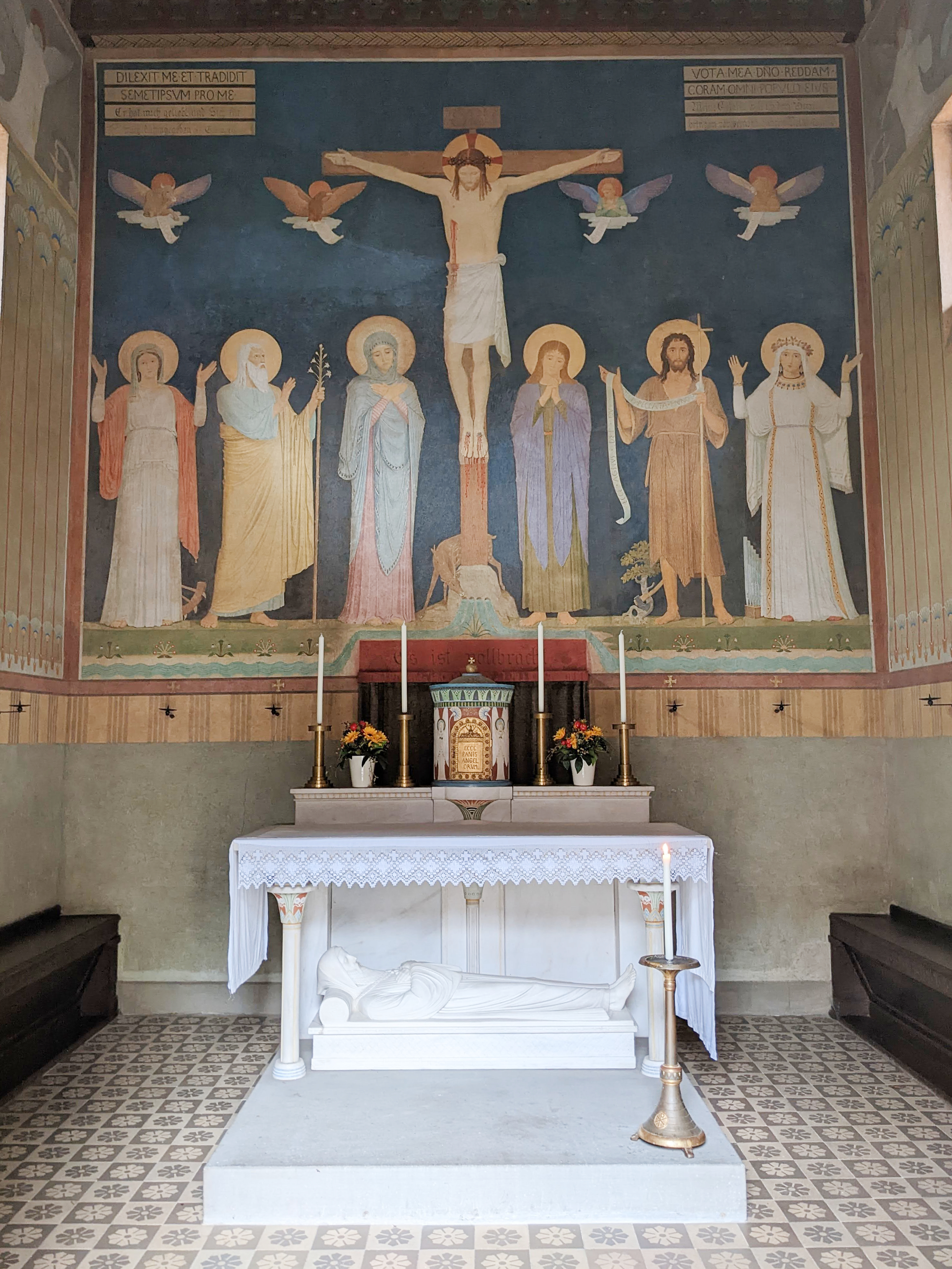
Chapelle Saint-Maur, Beuron
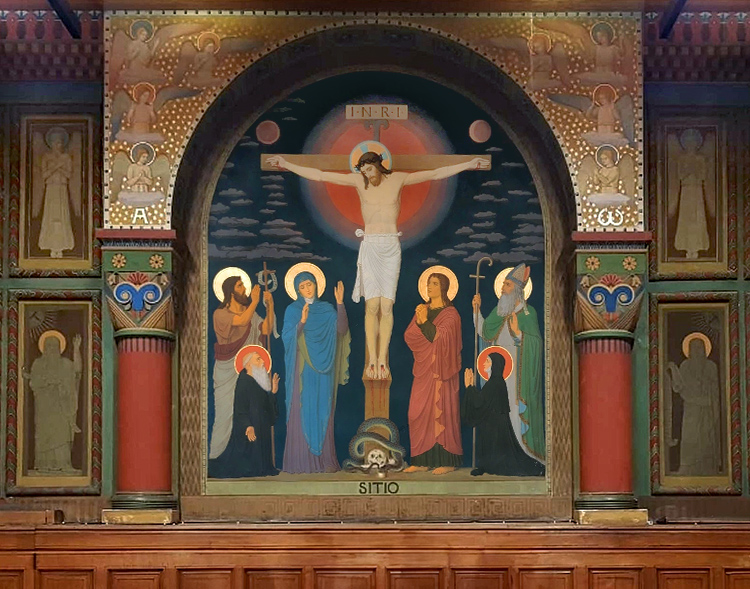
Crucifixion, peinture murale de l'abbaye de Beuron
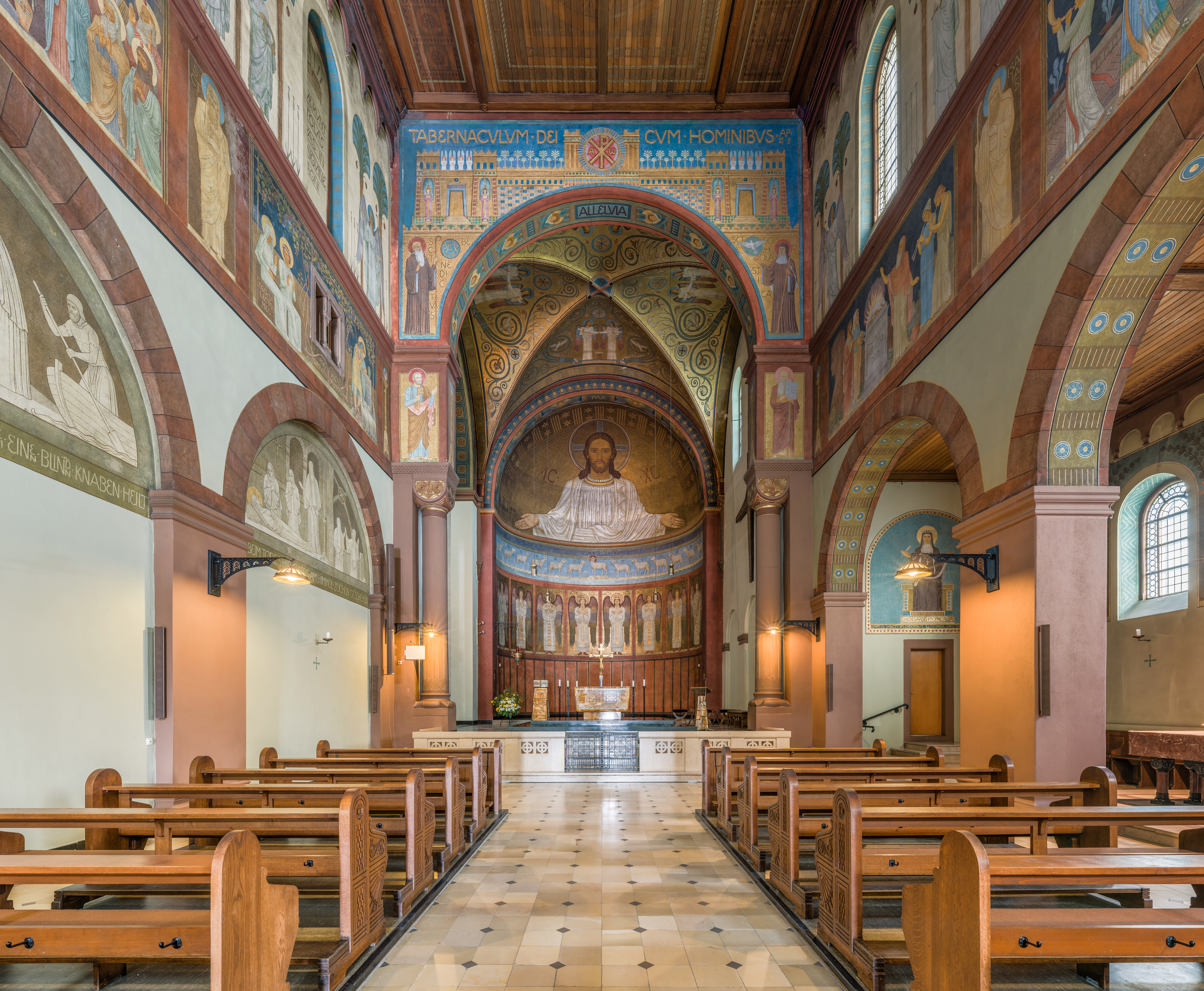
Abbaye Sainte-Hildegarde, Eibingen
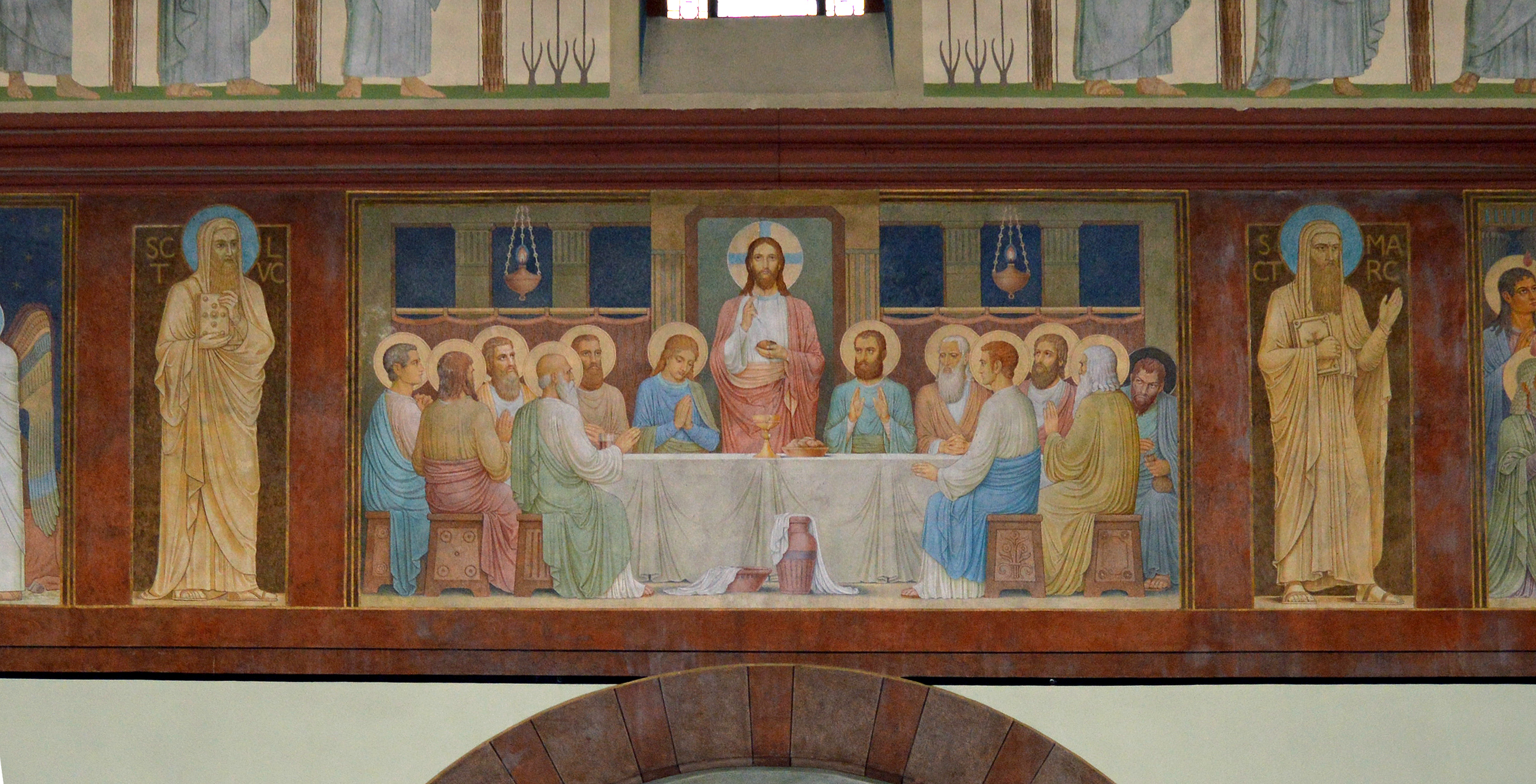
Abbaye Sainte-Hildegarde, Eibingen
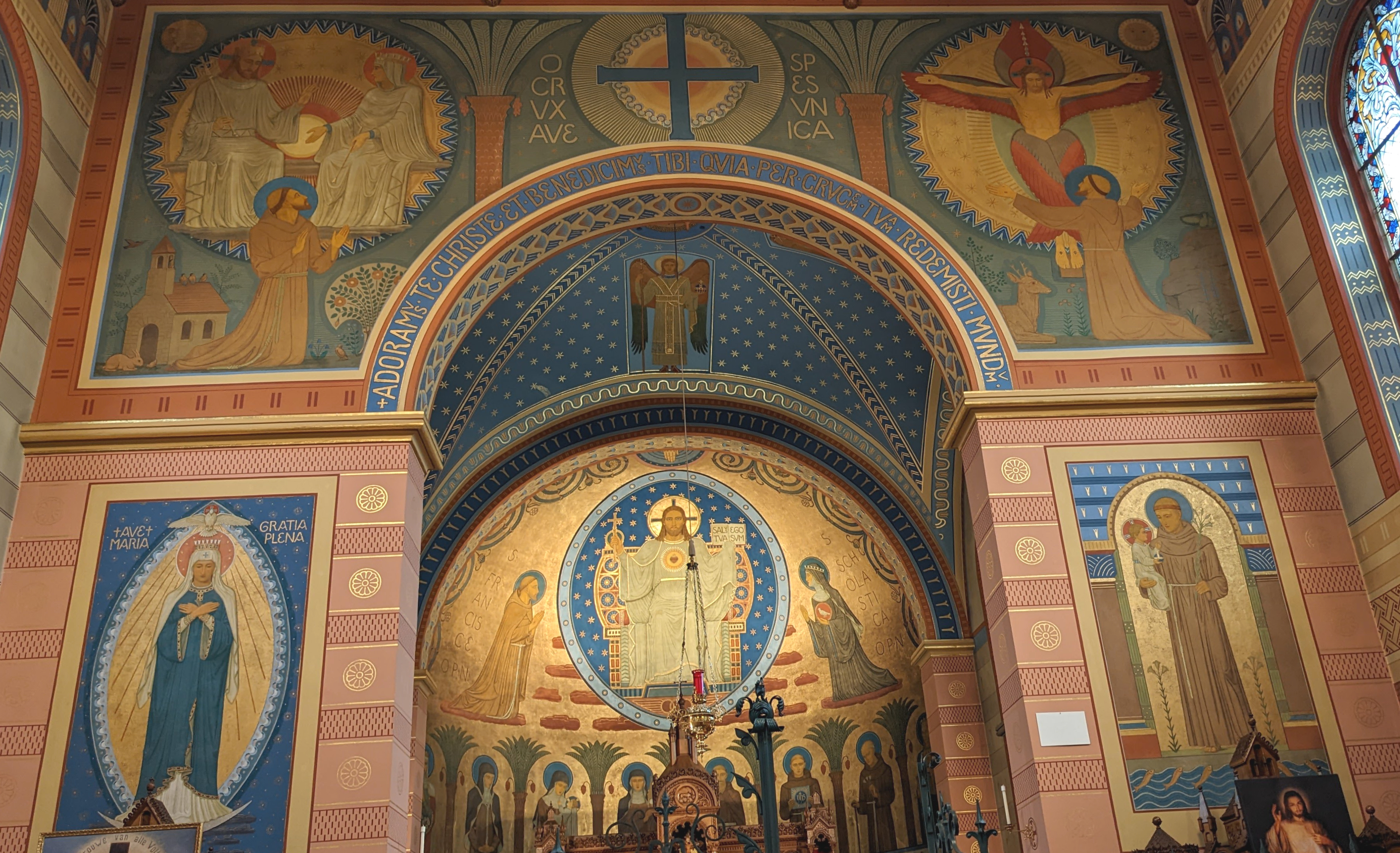
Sainte-Scholastique, Tubach
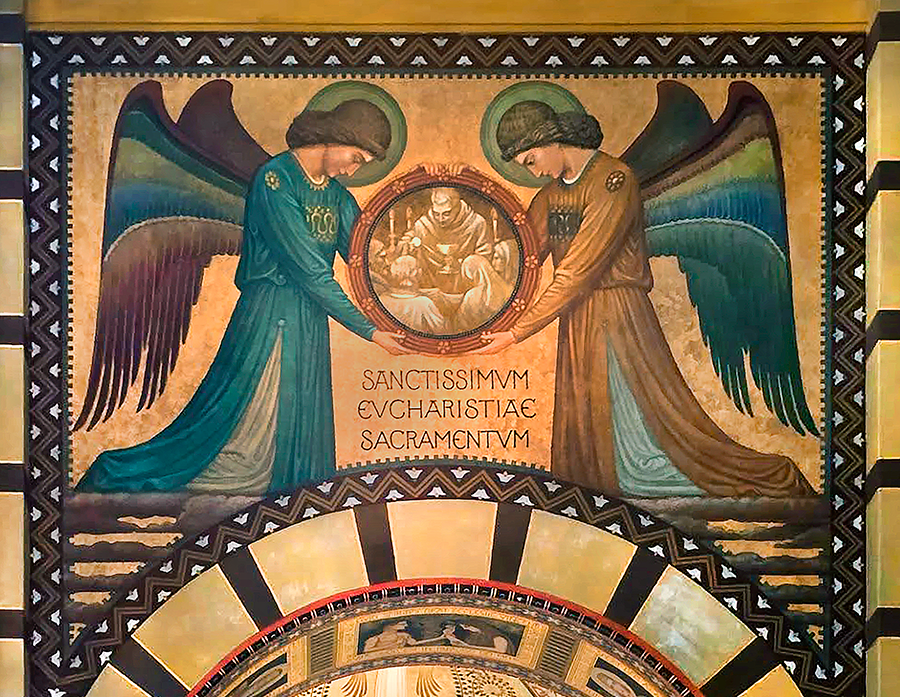
Abbaye Saint-Benoît de São Paulo (Brésil)
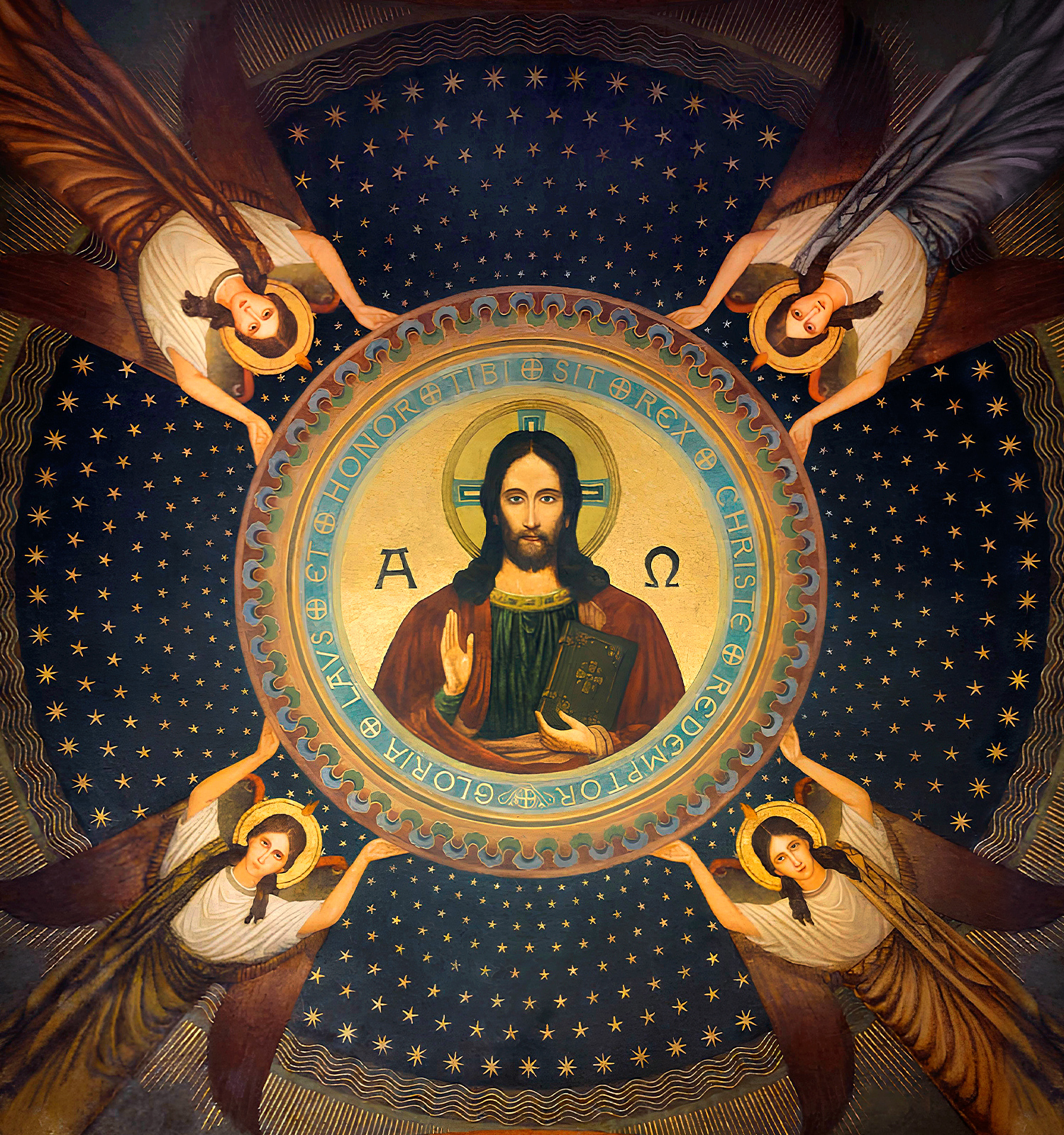
Abbaye Saint-Benoît de São Paulo (Brésil)
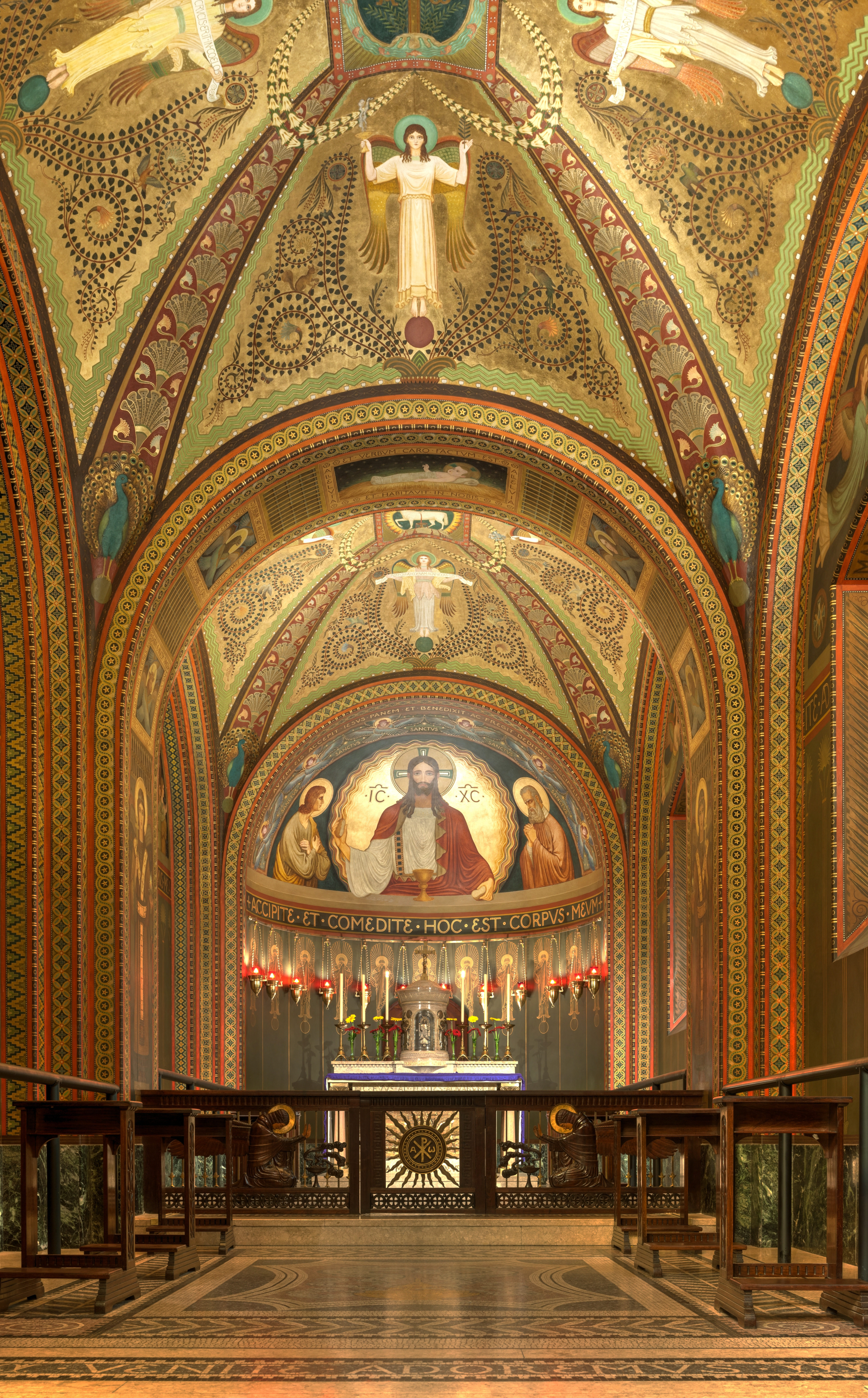
Abbaye Saint-Benoît de São Paulo (Brésil)
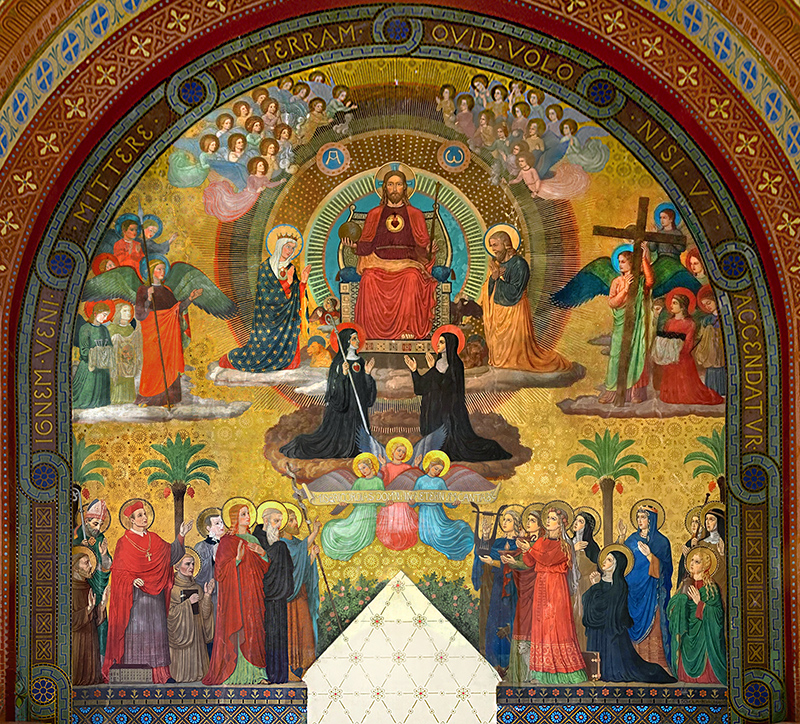
Collège de Teplice
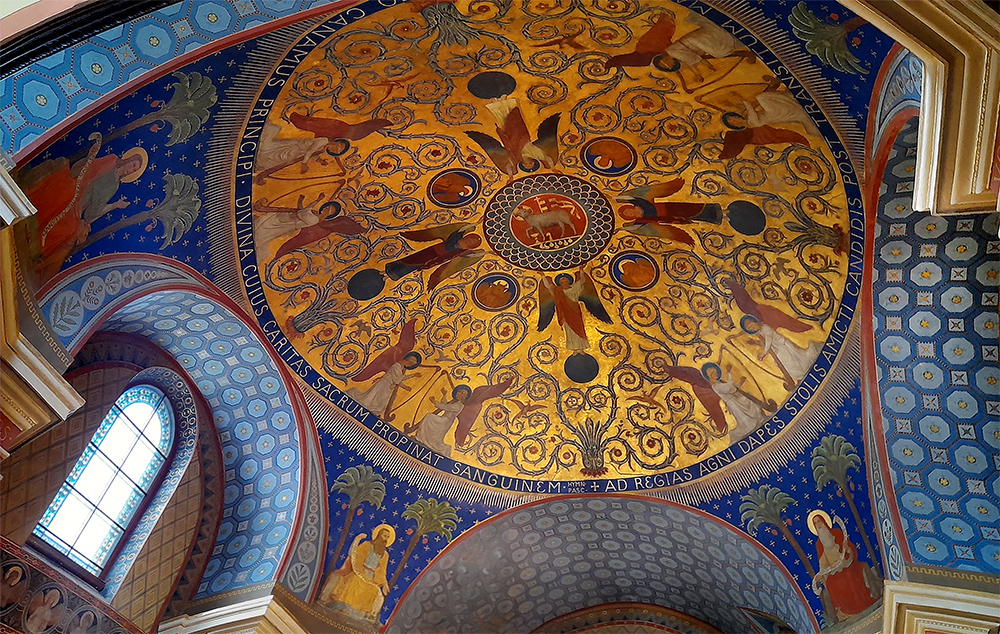
Salle de musique municipale de Hradec Králové (République tchèque)
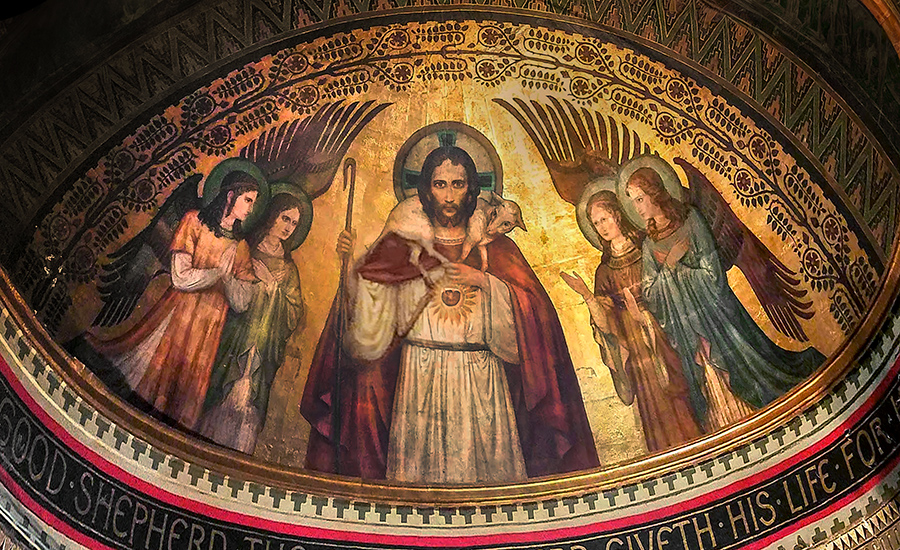
Peinture du Bon Pasteur dans l'église Saint-Anselme (style de l'école Beuron) 1922-1931 Bronx New York
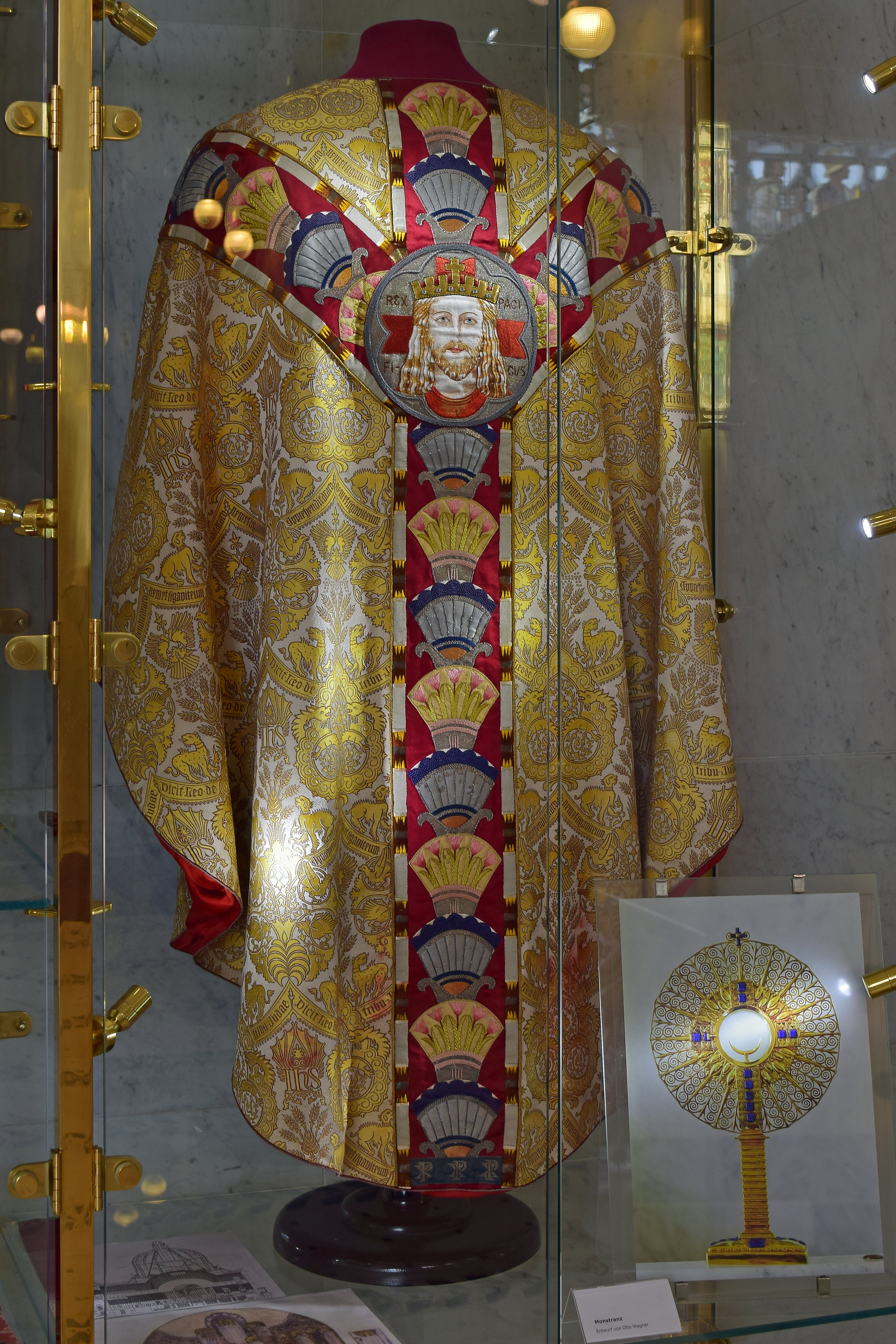
Chasuble de style beuronien, église Saint-Léopold am Steinhof